# Ciney
Cineylà một đô thị ở tỉnh Namur. Tại thời điểm ngày 1 tháng 1 năm 2006 Ciney có dân số 14.958 người. Tổng diện tích là 147,56 km² với mật độ dân số là 101 người trên mỗi km².
Đô thị này bao gồm thị xã Ciney, cùng các làng như Chapois, Achêne, Leignon, Sovet.

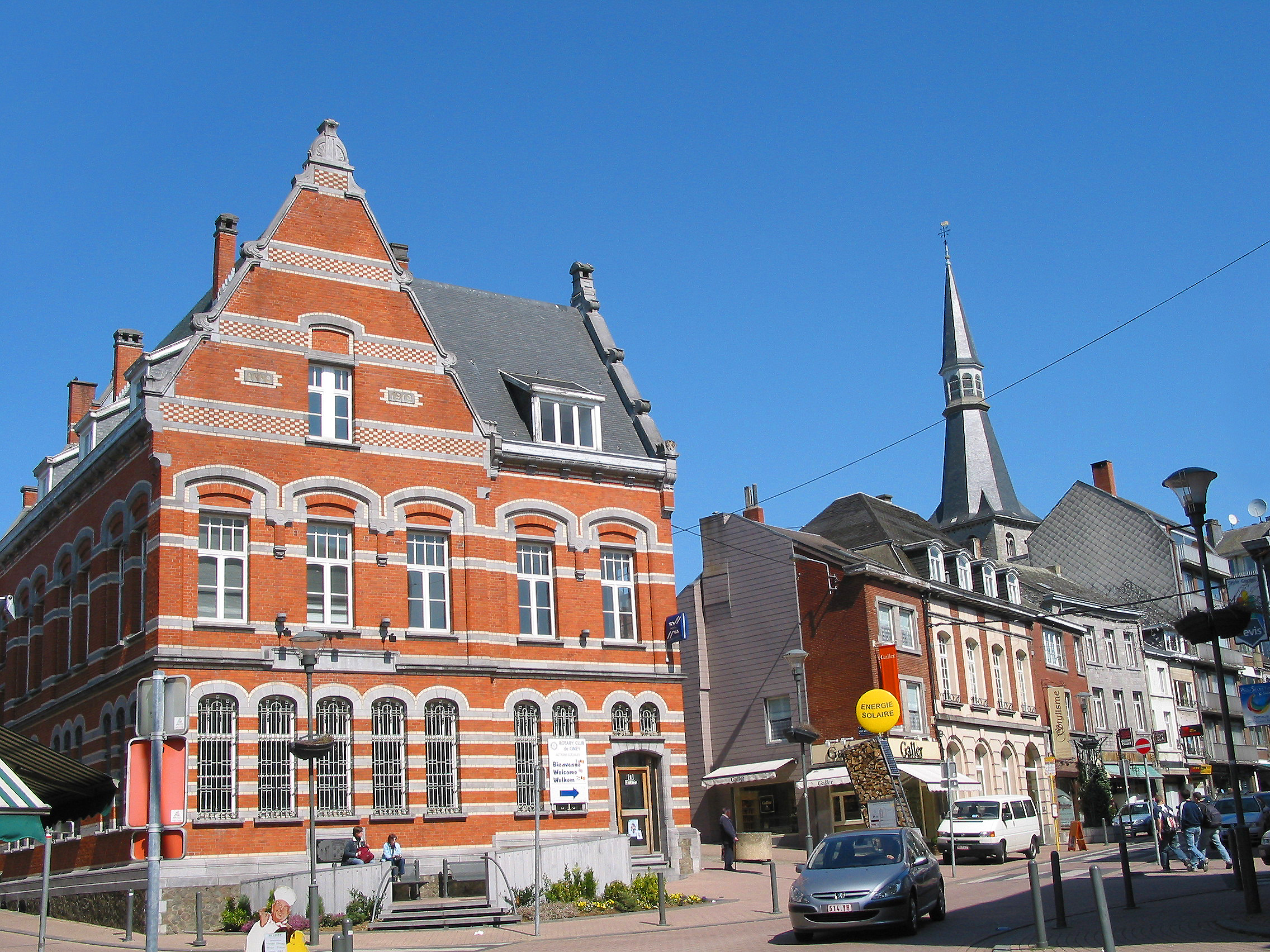
Ciney, Bưu điện cũ và nhà thờ chính ở đằng sau.